# Шицзячжуанский диалект
Цзячжуанский диалект относится к диалектам города Шицзячжуан и прилегающих к нему 14 уездов (городов) в провинции Хэбэй. Согласно распределению диалектов по регионам в книге Ли Жуна «Диалекты китайского языка», в шицзячжуанском диалекте есть 17 районов, уездов и городов, которые относятся к мандаринскому языку Цзилу, в районах Шицзи и Чжаошэнь. К их числу относятся: город Шицзячжуан (округ Чанъань, округ Цяоси, округ Синьхуа, район Юйхуа, район Гаочэн, Луанчэн), уезды Чжао, Шэньцзэ, Чжэндин, Синтан, Цзинсин, Синьлэ, Синьцзи, Уцзи, Цзиньчжоу, Гаои; Есть 5 районов и уездов, которые частично относятся к диалекту Чжанху языка Цзинь, среди них: Линшоу, Пиншань, Луцюань, Юаньши, Цзаньхуан. Среди тех поддиалектов, которые относятся к языку Цзилу в районе Шицзи,  проявляются некоторые их особенности, а именно: в них имеется большое количество слогов с первым тоном, куда меньшее количество слогов со вторым, восходящим тоном, обычно нисходяще-восходящий (3-й тон в путунхуа) читается высоко и ровно, нисходящий тон произносится довольно низко, а второй тон произносится довольно высоко и сравнительно резко обрывается. Система знаний у данной группы поддиалектов едина; Произношение гласных звуков характеризуется широким раскрытием рта и назализацией. Примерное число носителей: 11235086 человек.
| Китайское название        | 石家庄方言                                                                            | Категория (классификация) | Диалект китайского языка                              |
| Определение               | Диалект города Шицзячжуан и прилегающих к нему 14 уездов (городов) в провинции Хэбэй. | Принадлежность            | Хэбэйско-шаньдунский говор, диалект Цзилу, язык Цзинь |
| Другие китайские названия | 石家庄话、石家庄土话                                                                  | Область                   | Культура речи                                         |

## Базовое понятие
Так называемый шицзячжуанский диалект относится к диалектам города Шицзячжуан и прилегающих к нему 14 уездов (городов).

## Зона распространения
Согласно распределению диалектов по регионам в книге Ли Жуна «Диалекты китайского языка», в шицзячжуанском диалекте есть 17 районов, уездов и городов, которые относятся к мандаринскому языку Цзилу, в районах Шицзи и Чжао Шэньсяо. Западным соседом Шицзячжуана является провинция Шаньси, а Шаньси является центром языка Цзинь, поэтому все округа, где Шицзячжуан относится к языку Цзинь, находятся на западе. Шицзячжуан граничит с Синтаем на юге, Хэншуем на востоке и Баодином на севере. Поэтому помимо западной части, города и уезды, прилегающие к Шицзячжуану с юга, востока и севера, также относятся к району использования хэбэйско-шаньдунского говора.
                            Зона распространения шицзячжуанского диалекта
| Диалект        | Районы диалекта | Названия регионов |
| Диалект Цзилу  | Шицзи, Чжаошэнь | Район Чанъань, район Цяоси, район Синьхуа, район Юйхуа, район Гаочэн, район Луаньчэн, горнорудный район Цзинсин, округ Чжао, Шэньцзе, Чжэндин, Синтан, Цзинсин, Синьлэ, Синьцзи, Уцзи, Цзиньчжоу, уезд Гаои. |
| Цзиньский язык | Чжанху          | Линшоу, Пиншань, район Луцюань, Юаньши, Цзаньхуан |

## Особенности произношения
У районов, входящих в данный диалект, наблюдаются следующие особенности: особенности, а именно: в них имеется большое количество слогов с первым тоном, куда меньшее количество слогов со вторым, восходящим тоном, обычно нисходяще-восходящий (3-й тон в путунхуа) читается высоко и ровно, нисходящий тон произносится довольно низко, а второй тон произносится довольно высоко и сравнительно резко обрывается. Система знаний у данной группы поддиалектов едина; Произношение гласных звуков характеризуется широким раскрытием рта и назализацией, особенно на звуке /ŋ/. Только в районе Чжаошэнь, регионах Цзиньсинь, Шэньсянь и Шулу, то же наблюдается и в регионе Баотан.

## Основные отличительные характеристики
Основные отличительные черты диалекта:
1. Внутри наблюдаются более явные отличия. Они отражаются в основном в нескольких аспектах: Первое – это то, что в пяти уездах цзиньского языка сохранился 5-й входящий тон, в то время как в районах использования гуаньхуа уже используются другие тоны. Например, древние иероглифы, такие как: 八、十、割、麦、北、岳 и другие в районе Пиншань относятся к одному тоновому классу, и их тональная характеристика обычно обозначается как 34. В то же время, в уезде Шэньцзэ данные иероглифы подразделяются на иероглифы с восходящим тоном, нисходяще-восходящим тоном и нисходящим тоном. Во-вторых, в шести уездах Пиншань ровный тон, не подразделяется на 1 и 2 как в путунхуа. Однако, в остальных уездах данное разделение существует, и оно происходит по тому же принципу, что и в путунхуа. Например, иероглифы “沙、坡、师、生，穷、陈、条、糖 и другие в 6 вышеупомянутых уездах имеют идентичные тоны, в то время как во всех остальных уездах если морфема стоит перед морфемой с 4-м тоном, то будут читаться 1-м, ровным тоном, а если после морфемы с 4-м тоном, то 2-м, восходящим. В-третьих, начальная морфема «圪», употребляющаяся в таких словах как: 圪顶盖、圪玄、圪靠、圪挑、圪节、圪台、圪堆” подобного рода слова превалируют в районах цзиньского языка, нежели в районах, где говорят на гуаньхуа. В-четвертых, существенные различия могут наблюдаться даже в пределах некоторых округов (городов). Например, в западной части округа Цзинсин сохранился входящий тон, в то время как в восточной части (включая административный центр округа) данный тон давно исчез.
2. Фонологические особенности. Помимо того, что было рассмотрено выше, наиболее характерными особенностями шицзячжуанского диалекта являются:
1) В путунхуа, к так называемым «финалям открытого рта» нулевого тона добавляются согласные звуки «n» или «ng».
2) Различия между зубными и велярными звуками. То есть, в путунхуа иероглифы с согласными звуками [t, t,], в шицзячжуанском диалекте читаются как [t、t‘], а некоторые даже как [ts、ts‘s]. Следующие слова, в путунхуа читаются с согласной [t, t,], а в шицзячжуанском диалекте с [t、t‘]: «鸡、杰、九、江，期、桥、铅、庆、希、歇、休、干、行», а также с согласными [ts、ts‘s]: «积、节、酒、精，齐、消、千、青，细、修、心、星».
3) В уезде Чжао, Линшоу, Юаньши, Луцюане, Луанчэне и других городах и уездах согласные путунхуа [ts, ts's] на шицзячжуанском диалекте читаются как [tθtθ 'θ].
4) В большинстве городов и уездов Шицзячжуана слова «耳、尔、二、饵» при произнесении являются заднеапекальными, глухими, латеральными согласными.
5) Большинство городов и уездов Шицзячжуана при прочтении гласных звуков ai、uai в путунхуа, произносят их как [ε、uε]韵母.
6) Гласные звуки путунхуа an、ian、uan、yan в шицзячжуанском диалекте могут находится в 3-х состояниях: в некоторых уездах конец назализованного звука может теряться, в некоторых уездах назализованный звук может ослабевать, в некоторых уездах назализуется слогообразующий гласный звук.
7) За исключением уездов, в которых 1-й ровный тон не разделяется на 1 и 2, в большинстве уездов 2-й восходящий тон произносится как высокий нисходящий тон.
8)  В Шэньцзэ, Уцзи и некоторых других уездах начальный звук становится 2-м восходящим тоном, например «一、七、八、割». В речи жителей уезда Уцзи все перечисленные звуки произносятся 2-м восходящим тоном.
3. Особенности лексики
В сравнении с путунхуа, лексика шуцзячжуанского диалекта обладает следующими отличительными особенностями:
1) Из-за неравномерного развития диалектов в сравнении с путунхуа, в данном диалекте присутствуют слова, которые ныне уже не используются в путунхуа, например: «蚍蜉（蚂蚁）、遗（丢）、果子（油条）、镏子(械指).
2) Также есть слова, собственноручно созданные жителями района распространения диалекта, например: «虫吃牙（龋齿）、取灯儿（火柴）、肥田粉（化肥）、洋茄子（西红柿）、跑茅子（腹演）、旱牛牛、（蜗牛）、蝎出连儿（蜥蝎）、喳喳儿（麻雀）、呱呱油儿（猫头鹰）、望日莲 (向日葵).
3) Некоторые слова используются и в диалекте, и в путунхуа, но при этом они имеют разные значения: «瞎（浪费）、沾（行，可以）、江湖（时髦）、抬（把东西藏起来）、缺火（缺心眼）、电棒（手电筒）、骗（赊）、猪耳朵（车前草）、青菜（菠菜）、老包 (黑白相间的青蛙).
4) Различные особые слова, возникшие вследствие сочетания сложных звуков, например: «甭（сочетание“不用”）、□（piau“不概”，只出现在“多早晚”中）、□（zua“揉搓“的合音）、□（tsan“早晚”的合音，只出现在“多早晚”中）、□ (nia，“娘阿”的合音).

## Грамматические особенности
1) В пяти районах языка цзинь, так называемые «начальные морфемы» более распространены, чем в путунхуа. Более того, подобные морфемы широко используются в шицзячжуанском диалекте, в то время как в путунхуа подобных морфем нет. Например: «圪渣、圪蚤、圪巴儿、圪痂儿、圪台儿、圪堆、圪扫、圪挤、圪走、圪蹴、圪翻、圪溜、圪料、圪崴、圪节儿、圪吱、圪针、圪拉瓣儿、圪都、圪登、圪鹿儿、圪咚».
2) Дистрибуция суффикса существительных и именных слов «们» отличается от путунхуа. Данный суффикс может употребляться не только после существительных, обозначающих людей: 社员们、战士们、学生们、老头儿们、队长们, но и после существительных, обозначающих вещи: 桌了们、猪们、车子们、头儿们、杯子们. Данный суффикс может употребляться не только после счетных существительных, но и после неисчислимых существительных. Ситуацию с его использованием после счетных существительных можно увидеть в предыдущих примерах. Также может использоваться после неисчислимых существительных: «风们、火们、泥们、铁们、水们». «们» может употребляться не только после конкретных существительных, но и после абстрактных существительных, например: «活儿们、话儿们、法律们、官司们、想头儿们».
3) В путунхуа есть служебное слово «来着», которое соответствует служебному слову «来». Оно используется в конце придаточных предложений, простых предложений, риторических вопросах, передавая значение уже когда-то произошедшего события, например: «我跟支书说来。男的去北京来，女的没去。我们学校那会儿有来，这会儿没了。那个电影你看来没有？».
4) В диалекте шицзячжуан, как правило, не используются следующий тип предложений: «去不去北京», «看不看戏», «愿意不愿意来», «去没去美国». Приведенная ниже таблица отражает основные различия между диалектом шицзячжуан и путунхуа в аспекте построения вопросительных предложений посредством повторения морфем:
| Путунхуа         | Диалект шицзячжуан                  |
| 吃不吃           | 吃不吃/吃呗（或“口拜、不”等，下同） |
| 去不去           | 去不去/去呗                         |
| 去学校不去       | 去学校不去/去学校呗                 |
| 去不去学校       | 去学校不去/去学校呗                 |
| 愿意说不愿说     | 愿意说不愿意说/愿意说呗             |
| 愿意不愿意说     | 愿意说不愿意说/愿意说呗             |
| 你去没有去过北京 | 你去过北京没有/你去过北京呗         |
| 还有饭没有       | 还有饭呗                            |
| 小王吃了没有     | 小王吃了呗                          |

5) В шицзячжуанском диалекте также отличается форма выражения комплементов, в следующих примерах отражены данные различия:
| Путунхуа             | Шицзячжуанский диалект |
| 拿得动               | 拿动了2/能拿动         |
| 拿不动               | 拿不动                 |
| 拿得动拿不动         | 拿动了2呗/能拿动呗     |
| 去得了               | 能去                   |
| 去得了去不了（liau） | 能去呗                 |
| 上得去               | 能上去/上去了2         |
| 上不去               | 上不去                 |
| 上得去上不去         | 上去了2呗              |

## Слова народной культуры
Являясь неотъемлемой частью северного диалекта, диалект Шицзячжуан не только не имеет самостоятельной письменности, но и даже не имеет единого диалектного слова, поскольку в диалекте Шицзячжуан отсутствуют народные обычаи и культурные особенности, отраженные в иероглифах и структуре слов. С точки зрения фонологии, в диалекте Шицзячжуан есть несколько особых ситуаций, таких как в уездах Шэньцзэ, Уцзи, в которых наблюдается тенденция возвращения к восходящему тону.  Углубленное изучение всех тонкостей этих явлений может помочь понять развитие городов и уездов Шицзячжуана на протяжении истории. Грамматика шицзячжуанского диалекта в большинстве своем совпадает с путунхуа, но есть различия в некоторых аспектах. За исключением того, что индивидуальное содержание может быть связано с культурной психологией людей, всё же основным инструментом в диалекте Шицзячжуан, отражающими фольклор и культуру, являются слова. За исключением грамматического употребления слов «俺»  и «我», остальные называются народными культурными словами диалекта Шицзячжуан. В диалекте Шицзячжуан «俺»  - это форма множественного числа от первого лица, а «我» - это соответствующая форма единственного числа, однако если мы говорим «我爸», «我妈», «我家», то  формы «俺爸», «俺妈», «俺家» равнозначны им. Даже когда единственный сын знакомит своих родителей с другими, он скажет: «这是俺爸！我是俺妈!». Как так вышло? Люй Шусян объяснил это так: «В прошлом в китайском феодальном обществе важность семьи была слишком личной, поэтому все, что касалось семьи, называлось не «我的» или «你的», а «我们的» и «你们的» (эти слова обычно опускаются). Это показывает, что причина, по которой люди называют «我爸» как «俺爸»”, связана с их традиционной культурной психологией. Слова народной культуры на диалекте Шицзячжуан можно разделить на две категории. Один тип слов непосредственно используется для описания определенного феномена народной культуры, и их отражение в феномене народной культуры является прямым; другой тип заключается в том, что за феноменом записи слов подразумевается характеристика народной культуры. В таблице первые тринадцать примеров относятся к первой категории, а оставшиеся относятся ко второй категории.
| Слова народной культуры диалекта шицзячжуан | |
| 对月贴                                      | 男女双方确定婚姻关系后，在将要迎亲的前一个月，男家用以告诉女方迎娶日子的贴子，也叫“娶嫁贴”。 |
| 娶客                                        | 到女方家中迎娶新娘的男方女亲属。 |
| 走马宴                                      | 迎娶新娘时，新郎到女家行礼后，女方家设宴款待男方，称走马宴。 |
| 回门                                        | 婚礼后的第二天或第三天，新郎陪新娘回家，新郎拜见岳父岳母，称回门。 |
| 住六                                        | 婚礼后第六日，岳父岳母请姑爷、姑娘回家，称住六。 |
| 官客                                        | 婚礼仪式中的指挥人员，男女双方各有一位。 |
| 崩穷                                        | 早起清扫庭院、放鞭炮叫崩穷。 |
| 恨穷                                        | 一天粗茶素食叫恨穷。 |
| 避穷                                        | 全天停止走亲访友叫避穷。 |
| 垫背钱                                      | 人死后，人殓之前子女向前棺材中放置的铜钱和硬币。 |
| 打狗饼                                      | 放置在死者衣袖内的小面饼，让死者走向阴曹地府的道儿上遇狗咬时喂狗用。 |
| 三牲                                        | 祭祀死者的鸡、鱼、猪头。 |
| 顶七                                        | 人死后生者为其所作一种祭祀仪式，每七天烧纸一次，一直烧到七七四十九天，称为顶七。 |
| 成亲                                        | 成亲即结婚，管结婚叫成亲，反映了过支婚姻上的强迫包办，漠视子女利益、漠视个人情感，把家族的利益看得高于一切的特点。 |
| 送果子                                      | 即已经定亲的男方向女方家“送彩礼”，以“果子”充彩礼，反映的是当时人们的生活水平。 |
| 相谊亲家                                    | 不需要媒人而由男女双方的老人出面直接议定儿女婚事的，“面议”双方互称“相谊亲家”。也在一定程度上反映了婚姻过程中不合理的一面。 |
| 老爷儿、老母儿                              | 即太阳和月亮。这样称呼太阳、月亮，反映的是人们对它们的敬畏。 |
| 天狗吃日头，天狗吃月亮                      | 即日蚀和月蚀。这反映的是人们对自然现象认识水平的低下和对神怪的迷信。 |
| 洋茄子、洋胰子                              | 即西红柿和肥皂、香皂。把西红柿叫洋茄子，把肥皂、香皂叫洋胰子，可以说明如下几个问题：首先茄子和胰子是得天独先于西红柿和肥皂、香皂而存在于人们共同之处的；第三，人们对西红柿和肥皂、香皂的来源是不明了的，只知它们来自遥远的异国。 |
| 郎猫儿、女猫儿                              | 即公猫和母猫。把用于人的郎、女用于猫，反映是的人们对猫的宠爱。 |
| 跑茅子                                      | 即腹泻，说得更具体一点儿就是因腹泻而需要跑着上厕所，反映的是厕所与住处应该有较远的距离，主人所居绝不是如今的单元房。 |
| 掌柜的、当家的、家里的、做饭的              | 夫妻当中女方称男方为掌柜的、当家的；男方称女方为家里的、做饭的。这反映了夫妻男主外、女主内和在家庭中地位的不平等。 |
| 柳毛儿、脸骨拐                              | 即柳絮和颧骨。这两个词都是石家庄方言中的“自造词”，在造词的过程中人们避开了“絮”和“颧”这两个较生僻的字眼儿，这反映了人们对收面语接触较少，文化水平较低，同时也反映了书面语与口语的区别。                                           |
| 搬腾                                        | 即吃零食，把吃零食称为搬腾，可见要吃到零食并不像今天的独生子女吃点心巧克力那么容易，从中可以看出当时的生活水平。 |
| 缺少                                        | 骂人缺心眼儿，用一句时髦的话说就是骂某人未能从父母那儿得到应有的、足够的遗传成分，反映了说话人语言精野一面。 |
| 骗帐                                        | 即赊账，把赊帐称为骗账，反映了被赊帐的人计回欠帐的难度。 |

## Общеупотребительные слова
Феномен слияния сложных звуков в шицзячжуанском диалекте очень заметен. Например, на пиньинь слово «不要» звучит  и записывается транскрипцией как «bu-yao», а жители Шицзячжуана произносят его как «biao».
| Общеупотриьительные слова шицзячжуанского диалекта |                        |
| Путунхуа                                           | Шицзячжуанский диалект |
| 喜欢                                               | 待见                   |
| 行                                                 | 沾                     |
| 舒服                                               | 得劲儿                 |
| 害怕                                               | 草鸡                   |
| 不要                                               | 嫑                     |
| 胡洞                                               | 讲道                   |
| 讨厌                                               | 膈应                   |
| 亲戚                                               | 且                     |
| 累                                                 | 使里晃                 |
| 流行                                               | 时兴                   |
| 适合                                               | 可得                   |
| 花生                                               | 长果                   |
| 逆外                                               | 不待见                 |
| 昨天                                               | 夜里个儿               |
| 晚上                                               | 黑介                   |
| 哄得                                               | 也许吧                 |
| 不要                                               | 嫑                     |
| 蹲                                                 | 股得                   |